# Elecciones generales de Guyana de 1973
Las elecciones generales de Guyana de 1973 tuvieron lugar el 17 de julio del mencionado año con el objetivo de renovar los 53 escaños de la Asamblea Nacional, parlamento unicameral del país. Fueron los sextos comicios guyaneses bajo sufragio universal, los segundos desde la independencia en 1966, y los primeros desde la conversión del país en una república parlamentaria en 1970. Fueron además los últimos comicios bajo la constitución de 1966, pues la carta magna sería reformada en 1980, antes de las siguientes elecciones. Aunque nominalmente democráticas, las elecciones se realizaron durante el régimen autoritario de Forbes Burnham, primer ministro del partido Congreso Nacional del Pueblo (PNC), que se había impuesto en las anteriores elecciones gracias al fraude electoral. En virtud de la reforma que convirtió al país en república, Arthur Chung ejercía la presidencia del país, siendo tanto él como Burnham candidatos a la reelección.
Una fuerte controversia en torno a la posibilidad de un fraude a gran escala para lograr que el PNC de Burnham lograse una mayoría de dos tercios, requerida para imponer cambios constitucionales sin apoyo de otros partidos, signó la campaña electoral, que fue extremadamente violenta y polarizada. Cheddi Jagan, ex primer ministro y líder del opositor Partido Progresista del Pueblo (PPP), denunció junto a otros partidos políticos menores la feroz manipulación electoral, pero no boicoteó las elecciones a fin de intentar impedir que Burnham lograse su objetivo de obtener dos tercios. Por su parte, el tercer partido más grande del país, La Fuerza Unida (TUF), se presentó como "Partido Libertador", encabezado por Marcellus Fielden Singh después de la renuncia de Peter d'Aguiar. El cuarto y último partido en disputa fue el minoritario Movimiento Democrático Popular (PDM), encabezado por desertores del PNC que criticaban la actitud autocrática de Burnham, cuyo candidato fue el exministro de asuntos exteriores, Llewelyn John.
A pesar de las expectativas de la oposición, su participación electoral no modificó el panorama. La elección fue vista como aún más sucia que la anterior, existiendo denuncias desde la falsificación directa de las listas de votantes, hasta la destrucción de una inmensa cantidad de votos del PPP. En los principales bastiones indoguyaneses, donde el PPP tenía más peso, su voto se recortó prácticamente a la mitad, mientras que el PNC, al que adhería más bien la población afroguyanesa, se duplicó de forma inverosímil. De acuerdo con los resultados oficiales, el PNC logró el 70.10% de las preferencias, suficiente para una mayoría de 37 escaños sobre 53, un poco más de los dos tercios requeridos para aprobar una nueva constitución. El PPP obtuvo el segundo lugar con el 26.56% y 14 escaños, mientras que la alianza conservadora encabezada por Fielden Singh obtuvo el 2.75% y 2 escaños. El PDM no obtuvo representación, con solo el 0.59% de las preferencias. La participación, oficialmente, fue del 81.00% exacto del electorado registrado.
La oposición desreconoció el resultado y, durante gran parte de la legislatura, más de la mitad de los diputados opositores rechazaron prestar juramento y tomar sus escaños, bajo el alegato de que la elección era ilegítima. La legislatura electa se mantuvo en el poder más de lo constitucionalmente permitido, luego de dos prórrogas votadas en 1978 y 1979, realizándose finalmente elecciones a fines de 1980, tras una reforma constitucional.

## Antecedentes
Las elecciones generales de 1968, primeras desde la independencia, fueron denunciadas por el opositor Partido Progresista del Pueblo (PPP), de Cheddi Jagan, como profundamente defectuosas. Los comicios dieron como resultado que el Congreso Nacional del Pueblo (PNC), gobernante en una inestable coalición con La Fuerza Unida (TUF), desde 1964, tuviera mayoría propia en la Asamblea Nacional, pudiendo gobernar por sí solo con Forbes Burnham como primer ministro. El país se había independizado como un Reino de la Mancomunidad, con la reina Isabel II del Reino Unido como jefa de estado ceremonial. Sin embargo, el 22 de febrero de 1970, el país cambió su nombre a República Cooperativa de Guyana, poniendo fin a varios siglos bajo la monarquía británica. Tras poco menos de un mes de presidencia interina del exgobernador General Edward Luckhoo, Arthur Chung asumió como presidente ceremonial. En la práctica, el poder ejecutivo seguía ostentándolo el primer ministro, y la conversión del país en república ayudó a Burnham a incrementar su poder. El 6 de marzo de 1973 el gobierno anunció que iniciaría un registro nacional de todos los ciudadanos guyaneses que tuvieran más de catorce años el 30 de septiembre, y que con base en dicho registro se organizarían las listas de votantes de cara a las elecciones generales, previstas para finales de ese año. Los partidos de la oposición parlamentaria (el PPP y TUF), protestaron contra el corto período de dos horas diarias, desde el 15 al 21 de marzo, alegando que era insuficiente para registrar a todos los ciudadanos. El período permitido para el registro en el extranjero (15 al 31 de marzo) fue aún más insuficiente ya que los partidos de la oposición no tuvieron el tiempo necesario para alertar a sus partidarios en el extranjero. De acuerdo con el PPP, el gobierno del PNC estaba intentando obstaculizar el proceso para la oposición al no informar a sus partidos, en forma deliberada, la ubicación de los centros de registro en el extranjero.
Durante el período de registro, el PPP denunció que el PNC intencionalmente se había ocupado de que a la población indoguyanesa, mayoritariamente opositora, le costara más obtener su registro como votante que a los afroguyaneses, que fueron registrados de manera rápida y casi automática. El PNC presentó en mayo un proyecto de reforma constitucional para reducir la edad de votación de veintiuno a dieciocho años. Si bien inicialmente el PPP y TUF estuvieron de acuerdo en apoyar el proyecto para impedir que el PNC se apropiara del voto juvenil, finalmente optaron por desestimarlo, bajo el alegato de que la moción era muy vaga a la hora de definir el procedimiento por el cual el gobierno registraría a dichos votantes. Dado que una reforma constitucional requería una mayoría de dos tercios (es decir, al menos 36 de 53 votos), y el PNC solo tenía bajo su control 30 escaños, el proyecto fracasó. El PPP denunció que posteriormente el PNC estaría violando la constitución al registrar a menores de edad y personas muertas como votantes, confirmando al menos unos 20.000 casos. El Director de Elecciones designado por el gobierno describió esto último como "un simple error". Después de la derrota parlamentaria, el PNC utilizó el rechazo a la reforma mediáticamente, instando a la población a apoyar al partido para que obtuviera una mayoría de dos tercios, y así evitaría que la oposición continuara "bloqueando el progreso". La oposición polarizó de este modo la elección, imponiéndose como objetivo de campaña frenar las aspiraciones del PNC, y solicitando a la población que pusieran fin al autoritarismo.

## Sistema electoral
De acuerdo con la constitución de 1966 y la ley electoral vigente, ninguna persona podía votar en las elecciones generales a menos que estuviera registrado como elector. Una persona estaría calificada para registrase como votante si tiene al menos veintiún años de edad, tiene su domicilio en Guyana o su residencia legal en Guyana y la ha mantenido por un período de un año inmediatamente anterior a la fecha de registro. Los ciudadanos de la Mancomunidad de Naciones domiciliados y residentes en Guyana que han sido residentes por un período de un año inmediatamente anterior a la fecha de registro también contaban con derecho a voto. Los ciudadanos residentes en el extranjero tienen derecho a votar en las embajadas siempre que estén debidamente registrados.
Las personas descalificadas para registrarse son personas que, en "la fecha de registro" (la fecha en la que se recopila o revisa un registro de electores) no se encontraran en pleno uso de sus facultades mentales, estuvieran condenados a pena de muerte o cumplieran una pena de prisión que excediera los seis meses. Los ciudadanos de la Mancomunidad también serían elegibles para ser elegidos como miembros de la Asamblea Nacional siempre que fueran votantes elegibles, hayan residido en Guyana durante al menos un año y pudieran hablar y leer el idioma inglés con un grado de competencia suficiente para tomar parte activa en los procedimientos de la Asamblea. Quedaban descalificados ciertos funcionarios públicos, personas que debieran lealtad a un Estado extranjero y personas que estuvieran en quiebra al momento del registro.
Una lista de candidatos podría ser presentada por no menos de 200 y no más de 220 personas registradas como votantes calificados. El representante de la lista remitiría la misma a la Oficina Principal de Elecciones, dependiente del gobierno. Las elecciones de la Asamblea se realizaban bajo el sistema de representación proporcional con listas abiertas, con el país como distrito único, con 53 bancas, que se distribuirían mediante Cociente Hare.

## Resultados
|  | 70.10 % |

|  | 26.56 % |

|  | 2.75 % |

|  | 0.59 % |

|  | 99.49 % |

|  | 0.51 % |

|  | 100.00 % |

|  | 81.00 % |